# Castianeira isophthalma
Castianeira isophthalma là một loài nhện trong họ Corinnidae.
Loài này thuộc chi Castianeira. Castianeira isophthalma được Cândido Firmino de Mello-Leitão miêu tả năm 1930.